# Vautrin Lud
Vautrin Lud (Saint-Dié-des-Vosges, 1448 — 1527), foi mestre-geral das minas de Lorraine e padre católico, passando entretanto à posteridade como o editor e criador do Gymnase vosgien, em França - grande centro de propagação das idéias humanistas na Europa.

## Nome
Não existe consenso acerca de qual a grafia do seu prenome, que possui algumas variantes como Gautier, Gauthier, Gaultier, Gualterus, ou ainda o alemão Walther. Já o patronímico é uma abreviação de Ludovico.

## Biografia
A mãe de Vautrin Lud era deodaciana, chamada Jeanne de Ainvaux, senhora de Wisembach, pequena comuna francesa de Lorraine. Seu pai era de origem alsaciana, descendente de uma família originária de Pfaffenhoffen, na mesma região francesa - razões pelas quais Vautrin obteve sua colocação a serviço do Duque de Lorraine, René II.
Seu irmão mais velho Jean (ou Johannès) tornara-se secretário do duque desde 1465 e esteve ao lado dele durante a Batalha de Nancy, em 1477. Graças ao seu conhecimento do idioma alemão, foi nomeado Mestre-geral das Minas de Lorraine, em 1485.
Seu outro irmão, Nicolas, exercera então as funções de secretário do duque. Seu filho, também chamado Nicolas, tornou-se um dos mais próximos colaboradores do tio Vautrin, quando este instalou a gráfica em sua casa, chamada Gymnase Vosgien.
Em 1480 Vautrin Lud é nomeado primeiro-capelão de René II, e ainda seu primeiro-secretário, função que seria depois (1490), exercida por seu sobrinho. Quatro anos depois (1494), com apoio do duque, foi nomeado pároco da principal igreja de sua cidade natal.
Em 1504 o pároco obteve o cargo de mestre-geral das minas de Lorraine, sucedendo assim ao seu irmão Jean, cargo que conservou até sua morte, em 1527.

## A criação doGymnase vosgien
Na virada do século Saint-Dié torna-se um importante centro do humanismo na Europa, quando Vautrin Lud cria, ainda sob a proteção do duque René II, uma escola eclesiástica diretamente ligada a Roma, o Ginásio de Vosges. Esta fundação é apontada freqüentemente como tendo ocorrido em 1490, mas outras fontes sugerem que ela se deu um tanto mais tarde, em 1500.
Enquanto mantinha sua missão de ensino, e torna-se propagador da visão humanista do Renascimento italiano, Vautrin instala em sua própria casa eclesiástica uma gráfica, com auxílio do sobrinho Nicolas. O local original foi destruído pelo fogo e reconstruído em 1555, sendo chamado por muitos de “A casa do batismo da América”, antes de sua destruição total, durante a II Guerra Mundial (1944).
Além do sobrinho, nomeado supervisor dos trabalhos de impressão, Vautrin Lud cercou-se de vários estudantes, como Jean Basin, de Sandaucourt, eminente latinista e cura de Wisembach, o humanista alsaciano Mathias Ringmann, outro gramático latinista ilustre, e sobretudo o cartógrafo alemão Martin Waldseemüller , que buscara de Strasbourg, a fim de ilustrar um projeto que alimentava com especial predileção: Uma nova edição da Geografia (Ptolomeu), que levaria em conta as recentes descobertas descritas por Amerigo Vespucci. 

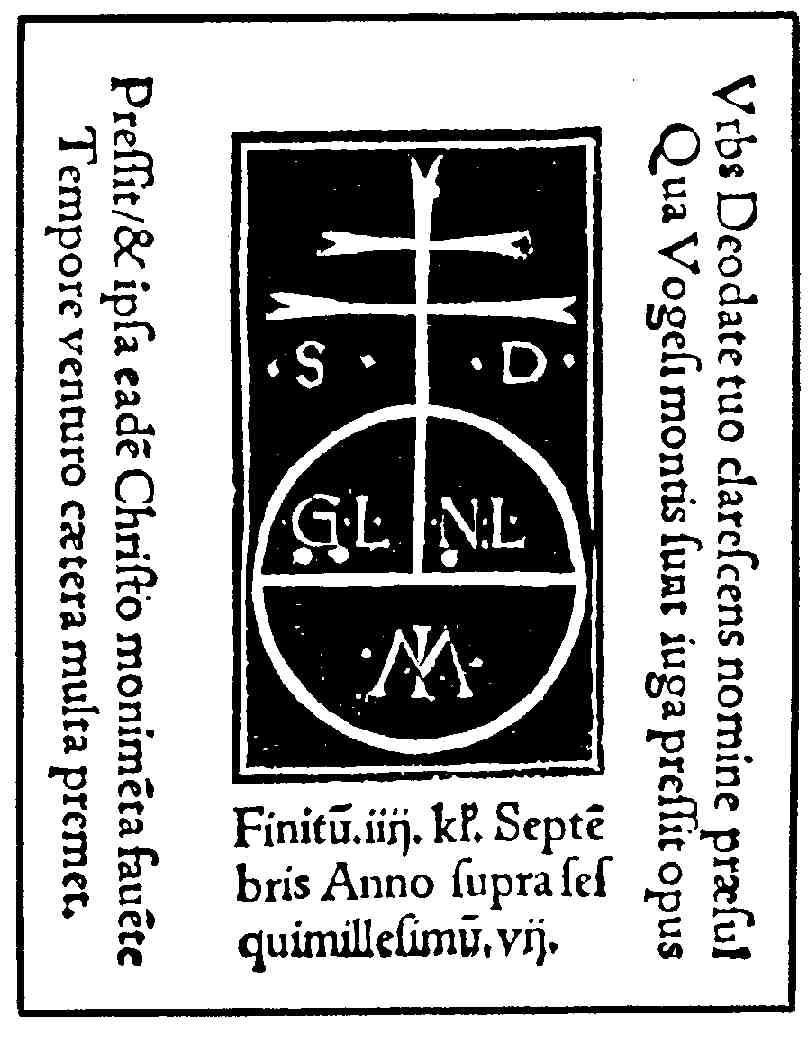
Marca de impressão de Vautrin Lud

Sua marca de impressão, que apareceu em destaque no seu Cosmographiae Introductio, incluía as seguintes iniciais: SD', para Sanctus Deodatus; GL, para Gauthier Lud; NL, para Nicolas Lud e, finalmente, MI para Martin Ilacomilus (Martin Waldseemüller).

## Obatismoda América
O Cosmographiae Introductio, tratado de astronomia e geografia, 
A obra encerra com uma espécie de Projeção Estereográfica do Globo Terrestre e das esferas celestiais. Esta ilustração é explicada por um tratado anexo - Speculi Orbis succinctiss. sed neque pœnitenda neque inelegans Declaratio et Canon - que teve sua primeira impressão feita por Johann Grüniger, em Estrasburgo, 1507. Uma nova edição foi publicada em 1512, sob sua própria impressão, com o título de "Declaratio speculi orbis compositi a Gualtero Lud, canonico Deodatensi", como suplemento de "Margarita philosophica", obra de Gregor Reisch.  
O duque de Lorraine confia a Vautrin Lud uma Carta Marítima que recebera de Portugal, como ainda uma versão em francês da narrativa das quatro viagens feitas ao outro lado do Atlântico, pelo banqueiro e navegador florentino Américo Vespúcio, confirmando a descoberta do novo continente. Jean Basin realiza a versão para o latim dessas informações, que integrará a segunda parte da “Cosmographiae Introductio”.
Este folheto explicativo vem com um grande Mapa Mundi, chamado então de " Universalis Cosmographia" no qual aparece a palavra América pela primeira vez. Este batismo oficial do Novo Mundo valeu para Saint-Dié-des-Vosges o apelido de "Madrinha da América".

## OPrêmio Vautrin Lud
Instituído pelo Festival Internacional de Geografia, em Saint-Dié-des-Vosges, é conferido por um júri de cinco especialistas (em geral cinco membros do Gymnase Vosgien), que todos os anos premiam uma personalidade eminente no campo da Geografia.
É considera a maior distinção neste campo científico, para o qual não existe o prêmio Nobel. Foi instituído pela primeira vez em 1991. O brasileiro Milton Santos foi seu vencedor, em 1994.